# Tossal de Vilella
El Tossal de Vilella és una muntanya de 1.526 metres situada a l'extrem occidental de la Serra dels Tossals, de la que és el punt culminant.
Al cim es troben els termes dels municipis de Capolat (Berguedà) i de Navès (Solsonès.)
A pocs metres al sud del Tossal hi passa el GR-1, des del que es pot accedir fàcilment al cim, rodejant-lo, per anar a cercar el vessant nord.